# Ophelosia leai
Ophelosia leai is een vliesvleugelig insect uit de familie Pteromalidae. De wetenschappelijke naam is voor het eerst geldig gepubliceerd in 1924 door Dodd.